# Lobularia maritima

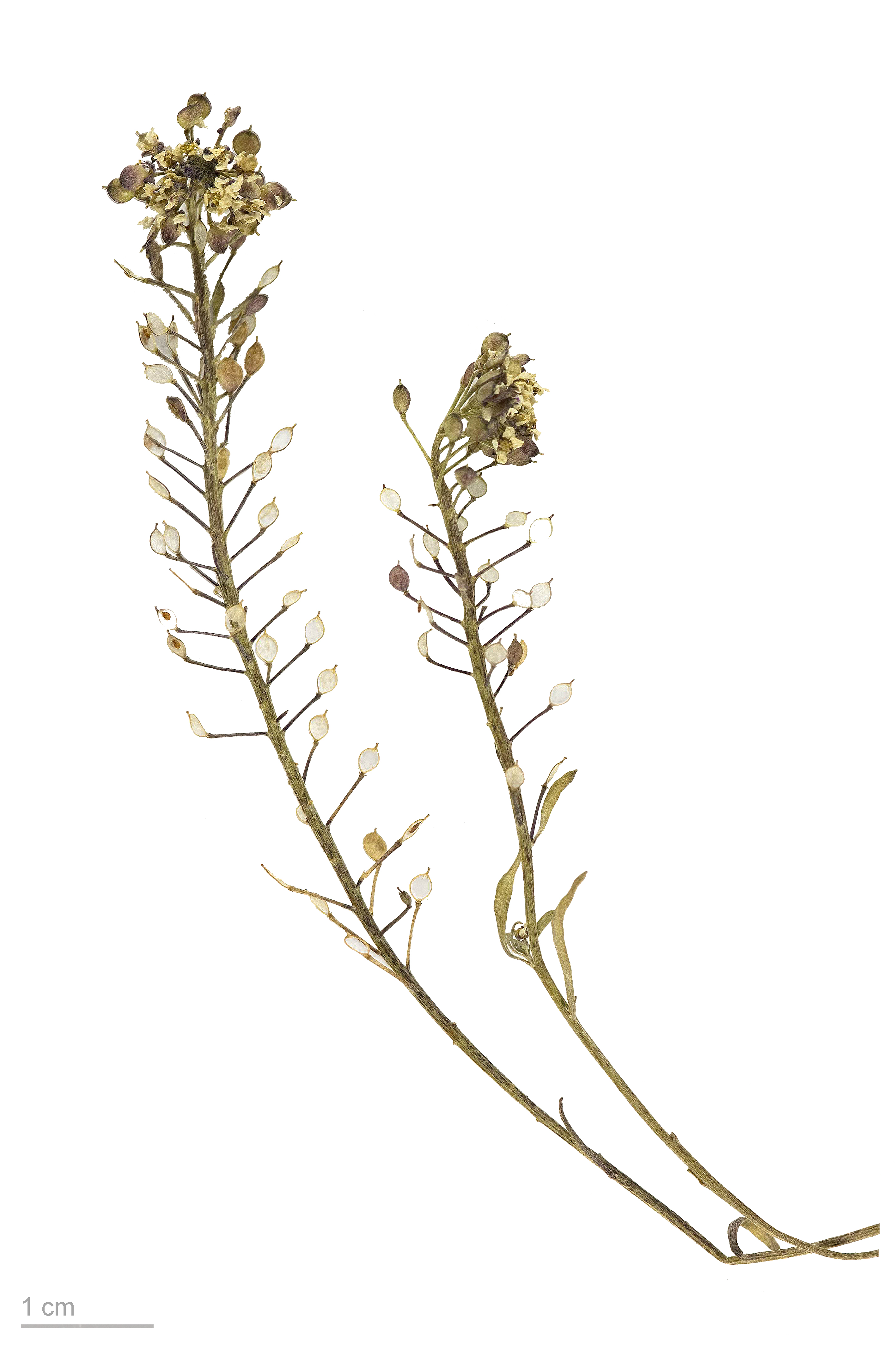
Lobularia maritima

Lobularia maritima là một loài thực vật có hoa trong họ Cải. Loài này được (L.) Desv. mô tả khoa học đầu tiên năm 1814.